# Laurie Wirt
Laurie Wirt (Boylston, Massachusetts,1958-Colorado, 26 de junio de 2006) fue una científica estadounidense que trabajó en hidrología y  geoquímica del agua. Fue una activista por la conservación del agua, principalmente conocida por su defensa del curso alto del Río Verde en Arizona, donde luchó contra el bombeo de agua subterránea que amenazaba el caudal del río. Su investigación en el Servicio Geológico de EE. UU. dio a conocer las repercusiones de la instalación de tuberías entre acuíferos y caudales de ríos, y fue descrita como una "Bible for opponents of the pipeline plan".

## Biografía
Nació en 1958 en Boylston, Massachusetts. Desde 1997, vivió en Boulder, Colorado, con su esposo, Kirk Vincent. Murió el 26 de junio de 2006 en un accidente de kayak en el río Cache la Poudre, en Colorado. La base de datos de accidentes de American Whitewater proporciona un registro del accidente. La revista Southwest Hydrology informó de su muerte.
Se licenció en geología en el Amherst College y obtuvo un máster en geociencias por la Universidad de Arizona. Su tesis de investigación versó sobre como el río Connecticut se vio afectado por la liberación de caudales artificiales de agua procedente de embalses e introducidos en el río mediante bombas hidroeléctricas.

## Investigación y promoción
Trabajó como hidróloga en el Servicio Geológico de los Estados Unidos, en Tucson, Arizona y Denver, Colorado.
Fue más conocida por su enfoque activista, respaldado por los hallazgos de su investigación, y su activismo incluía reuniones periódicas con grupos de ciudadanos. En particular, hizo campaña para preservar el curso alto del Río Verde (Arizona), donde los caudales del río estaban en riesgo debido a un proyecto de  conducción de agua planificado para bombearla desde la cuenca del  Big Chino y proporcionarla a la ciudad de Prescott, Arizona.
La investigación de Wirt en el USGS expuso los impactos de la tubería  en el curso alto del río Verde. Su informe de 2005 "Sources of Base Flow in the Upper Verde River", fue descrito como la "Bible for opponents of the pipeline plan" por el periódico The Arizona Republic. El informe utilizó el análisis químico del agua en los manantiales que alimentan al río para concluir que hasta el 86% del curso alto del Verde proviene del Big Chino. Este informe se basó en uno anterior en coautoría con el hidrólogo jubilado del USGS Win Hjalmarson, en el que se establecía que la cifra era de aproximadamente el 80%.
El trabajo de Wirt y sus conclusiones de que la extracción del acuífero devastaría el río fueron cuestionadas y los promotores se opusieron a ellas. En el artículo de High Country News "The Battle for the Verde" se ofrece un relato detallado de su participación en la campaña.